# AKS Zły
Alternatywny Klub Sportowy Zły – wielosekcyjny klub sportowy z siedzibą w Warszawie, posiadający sekcje: piłki nożnej (męska i kobieca), koszykówki, oraz frisbe ultimate.

## Historia
Klub AKS Zły został zawiązany w sierpniu 2015. Nazwa nawiązuje do tytułowej postaci "Złego" z powieści Leopolda Tyrmanda – samozwańczego bohatera walczącego z chuliganami.
Od początku swojego istnienia jest klubem demokratycznym zarządzanym przez stowarzyszenie zrzeszające wszystkich chętnych do pracy nad rozwojem klubu, w tym kibiców, zawodników i trenerów. Oprócz działalności sportowej klub podejmuje także inicjatywy społeczno-kulturalne, których celem jest wspieranie społeczności lokalnej. W swoich działaniach sprzeciwia się również homofobii, rasizmowi, ksenofobii i innym formom wykluczenia społecznego.
Pierwszymi uruchomionymi sekcjami sportowymi były drużyny piłki nożnej mężczyzn i kobiet, które rozpoczęły udział w oficjalnych rozgrywkach wraz z początkiem sezonu 2016/17 na najniższych poziomach ligowych: IV liga kobiet (piąty poziom) i B-klasa mężczyzn (ósmy poziom). Domowe mecze rozgrywają na boisku DOSiR Praga Północ (nazwanym potocznie przez kibiców "Don Pedro Arena") przy ul. Kawęczyńskiej 44 w Warszawie.
Sezon 2018/19 obie drużyny zakończyły awansami na wyższe poziomy. Decydujące spotkania oglądało odpowiednio 350 (kobiety) i 650 osób, co było niespotykanie wysoką frekwencją w futbolu amatorskim w Polsce.
W czerwcu 2019 klub rozszerzył działalność o sekcję koszykówki kobiet. Domowe mecze rozgrywają w hali Zespołu Szkół nr 55 przy ul. Gwiaździstej 35 w Warszawie. Drużyna ta w swoim  debiutanckim sezonie 2019/20 zajęła 8. miejsce w II lidze.
W lutym 2020 klub przyjął do swoich struktur drużynę frisbee ultimate Bez Ciśnień Kosmodysk jako kolejną sekcję sportową.

### Nagrody
25 września 2019 klub został nagrodzony przez UEFA złotą nagrodą UEFA Grassroots w kategorii klub. Nagroda ta jest przyznawana oddolnym inicjatywom promującym piłkę nożną.
3 marca 2020 klub został uhonorowany Stołkiem za 2019 w plebiscycie Gazety Wyborczej.

## Drużyna piłki nożnej kobiet
Pierwszy oficjalny mecz drużyna pod wodzą Danuty Wojciechowskiej rozegrała w dniu 3 września 2016 przeciwko WAP Warszawa przegrywając na wyjeździe 1:3. W debiutanckim sezonie zajęła ostatecznie 3. miejsce w IV lidze mazowieckiej.
W kolejnym sezonie 2017/18 drużyna również zajęła 3. miejsce. Na początku sezonu 2018/19 trenerkę Danutę Wojciechowską zastąpili Piotr Borkowski i Karol Zakrzewski i poprowadzili do awansu do III ligi, który został przypieczętowany na 2 kolejki przed końcem, 18 maja 2019 po zwycięstwie 6:0 nad Vulcanem Wólka Mlądzka.
W rundzie jesiennej pierwszego sezonu w III lidze drużyna zajęła 3. miejsce, które ostatecznie uznano za wynik końcowy ze względu na przedwczesne zakończenie rozgrywek z powodu pandemii Covid-19. Wraz z końcem 2019 duet trenerski zrezygnował z prowadzenia drużyny. W lutym 2020 nową trenerką zespołu została Aneta Gójska.

### Wyniki w rozgrywkach ligowych
| Sezon   | Liga                | Pozycja | Punkty | Mecze | Zwycięstwa | Remisy | Porażki | Bramki | Uwagi                                                                      |
| ------- | ------------------- | ------- | ------ | ----- | ---------- | ------ | ------- | ------ | -------------------------------------------------------------------------- |
| 2016/17 | IV liga mazowiecka  | 3       | 44     | 20    | 14         | 2      | 4       | 77:27  |                                                                            |
| 2017/18 | IV liga mazowiecka  | 3       | 39     | 18    | 12         | 3      | 3       | 64:18  |                                                                            |
| 2018/19 | IV liga mazowiecka  | 1       | 35     | 14    | 11         | 2      | 1       | 58:13  | awans                                                                      |
| 2019/20 | III liga mazowiecka | 3       | 22     | 11    | 7          | 1      | 3       | 33:24  | Rozgrywki zakończono po rundzie jesiennej ze względu na pandemię Covid-19. |
| 2020/21 | III liga grupa I    | 10      | 13     | 18    | 3          | 4      | 11      | 22-33  |                                                                            |
| 2021/22 | III liga grupa I    | 2       | 46     | 22    | 15         | 1      | 6       | 65-32  |                                                                            |
| 2022/23 | III liga grupa I    | 5       | 43     | 22    | 13         | 4      | 5       | 67-28  |                                                                            |

| Oznaczenie kolorami |
| ------------------- |
| IV poziom ligowy    |
| V poziom ligowy     |

## Drużyna piłki nożnej mężczyzn
Pierwszy oficjalny mecz drużyna pod wodzą Antonia Shehadee'go rozegrała w dniu 21 sierpnia 2016 przeciwko Amigos Warszawa przegrywając na wyjeździe 1:5. W debiutanckim sezonie zajęła ostatecznie 3. miejsce w swojej grupie B-klasy.
W kolejnym sezonie 2017/18 drużyna zajęła 5. miejsce.
W sezonie 2018/19 zajmując 1. miejsce zespół wywalczył awans do A-klasy, który został przypieczętowany na 2 kolejki przed końcem, 2 czerwca 2019 po zwycięstwie 7:1 nad bezpośrednim rywalem w walce o awans – Wichrem II Kobyłka.
W rundzie jesiennej pierwszego sezonu w A-klasie drużyna zajęła 4. miejsce, które ostatecznie uznano za wynik końcowy ze względu na przedwczesne zakończenie rozgrywek z powodu pandemii Covid-19.

### Wyniki w rozgrywkach ligowych
| Sezon   | Liga                         | Pozycja | Punkty | Mecze | Zwycięstwa | Remisy | Porażki | Bramki | Uwagi                                                                      |
| ------- | ---------------------------- | ------- | ------ | ----- | ---------- | ------ | ------- | ------ | -------------------------------------------------------------------------- |
| 2016/17 | B-klasa (grupa Warszawa II)  | 3       | 40     | 20    | 13         | 1      | 6       | 54:25  |                                                                            |
| 2017/18 | B-klasa (grupa Warszawa III) | 5       | 56     | 28    | 18         | 2      | 8       | 75:41  |                                                                            |
| 2018/19 | B-klasa (grupa Warszawa I)   | 1       | 53     | 20    | 17         | 2      | 1       | 90:17  | awans                                                                      |
| 2019/20 | A-klasa (grupa Warszawa II)  | 4       | 22     | 13    | 6          | 4      | 3       | 29:15  | Rozgrywki zakończono po rundzie jesiennej ze względu na pandemię Covid-19. |
| 2020/21 | A-klasa (grupa Warszawa II)  | 4       | 52     | 26    | 16         | 4      | 6       | 32:20  |                                                                            |
| 2021/22 | A-klasa (grupa Warszawa II)  | 10      | 37     | 28    | 11         | 4      | 13      | 26:21  |                                                                            |
| 2022/23 | A-klasa (grupa Warszawa II)  | 7       | 40     | 26    | 12         | 4      | 10      | 43-46  |                                                                            |

| Oznaczenie kolorami |
| ------------------- |
| VII poziom ligowy   |
| VIII poziom ligowy  |

## Drużyna koszykówki kobiet
Drużyna koszykówki kobiet została utworzona w czerwcu 2019. W rozgrywkach II ligi kobiet podopieczne Jarosława Łukasiewicza zadebiutowały 5 października 2019 pokonując u siebie drużynę UKS Szkoła Gortata Łódź 91:54. W rundzie zasadniczej zajęły 4. miejsce, co oznaczało grę o miejsca 7-12 w drugim etapie rozgrywek. Ostatecznie zespół w pierwszym sezonie zajął 8. miejsce.

### Wyniki w rozgrywkach ligowych
| Sezon     | Liga               | Pozycja | Zwycięstwa | Porażki | Punkty    | Uwagi |
| --------- | ------------------ | ------- | ---------- | ------- | --------- | ----- |
| 2019/2020 | II liga (Warszawa) | 8       | 10         | 8       | 1139:1015 |       |

| Oznaczenie kolorami |
| ------------------- |
| III poziom ligowy   |

## Drużyna frisbee ultimate
W lutym 2020 Stowarzyszenie AKS Zły oraz istniejąca od 2008 drużyna Bez Ciśnień Kosmodysk zdecydowały o połączeniu sił i włączeniu zespołu jako kolejnej sekcji klubu AKS Zły.
Drużyna Bez Ciśnień Kosmodysk jest 3-krotnym zwycięzcą Plażowych Mistrzostw Polski.